# NHK 뉴스 오하이요 오카야마
NHK 뉴스 오하이요 오카야마(NHKニュースおはよう岡山)은 NHK 오카야마 방송국에서 제작되어 방영되고 있는 아침 로컬 뉴스 프로그램이다.

## 방송 시간
- 월 ~ 금: 오전 7시 45분 ~ 8시(15분)
  - 공휴일은 히로시마현을 비롯한 주고쿠 지방의 소식을 NHK 히로시마 방송국에서 5분 뉴스로 방송한다.